# Leptepania ryukyuana
Leptepania ryukyuana là một loài bọ cánh cứng trong họ Cerambycidae.